# Bradley Adkins
Bradley Don Adkins (Lubbock, 30 dicembre 1993) è un altista statunitense.

## Biografia
Cresciuto ad Idalou, Adkins ha iniziato a disputare le prime gare di atletica leggera durante gli anni scolastici. In seguito è stato ingaggiato dalla Texas Tech University gareggiando nel circuito dei campionati NCAA, vincendo nel 2014 il titolo outdoor alla Big 12 Conference.
Nel 2016 ha partecipato ai trials olimpici arrivando terzo e qualificandosi ai Giochi olimpici di Rio de Janeiro 2016. In Brasile si è fermato in qualificazione fissando un nuovo record personale.

## Palmarès
| Anno | Manifestazione  | Sede           | Evento        | Risultato | Prestazione | Note                          |
| ---- | --------------- | -------------- | ------------- | --------- | ----------- | ----------------------------- |
| 2016 | Giochi olimpici | Rio de Janeiro | Salto in alto | 21º (q)   | 2,26 m      | Miglior prestazione personale |